# David Hubáček
David Hubáček (* 23. února 1977, Gottwaldov) je bývalý český fotbalový obránce. Profesionální kariéru ukončil v červnu 2017 v klubu FC Fastav Zlín, na prvoligové úrovni působil i v mužstvu SK Slavia Praha, s nímž získal 2 ligové tituly a zahrál si v Lize mistrů UEFA.
Spolehlivý krajní obránce, rychlostní typ s nižší postavou míval problémy v hlavičkových soubojích. V září 2005 se oženil s partnerkou Petrou.[zdroj?]
Po skončení aktivní hráčské kariéry v červnu 2017 rozšířil řady realizačního týmu klubu FC Fastav Zlín.

## Klubová kariéra
S fotbalem začínal v sedmi letech v Gottwaldově (dnešním Zlíně). Povinnou základní vojenskou službu si odbyl ve Znojmě. V klubu FC Tescoma Zlín působil až do července 2005, kdy přestoupil do pražské Slavie.

### SK Slavia Praha
Po skromných začátcích se ve Slavii prosadil jako stálý člen základní sestavy. V podzimní části sezony 2006/07 odehrál nejvíce minut za Slavii.
V sezonách 2007/08 a 2008/09 získal se Slavií mistrovský titul a v roce 2007 si také zahrál Ligu mistrů UEFA.
13. dubna 2013 nastoupil po delší absenci v základní sestavě proti rivalovi AC Sparta Praha a zápas mu příliš nevyšel. V 19. minutě si hlavou vstřelil vlastní gól a Sparta šla do vedení 1:0. Ve 27. minutě brankář Kamil Čontofalský riskantně rozehrával na Hubáčka, který podklouzl a v nouzi míč poslal na kopačky sparťanských hráčů, kteří toho využili ke vstřelení druhého gólu. Slavia nakonec derby prohrála 1:3. Trenér Petr Rada mu však dal důvěru a David nastoupil i v dalších zápasech. Ve Slavii odehrál celkem 199 ligových zápasů a vstřelil dva góly (3. května 2012 proti Hradci Králové – výhra 5:0; a 1. června 2013 proti Vysočině Jihlava – prohra 1:3).

### FC Fastav Zlín
V červnu 2013 mu skončila smlouva, Slavia mu nabídla novou, ale Hubáček se z rodinných důvodů rozhodl pro návrat do Zlína. Se Zlínem zažil v sezóně 2014/15 postup do 1. české ligy.
Se zlínským týmem slavil v sezóně 2016/17 triumf v českém poháru. V červnu 2017 se rozhodl ukončit profesionální kariéru.